# Malcolm X
Malcolm X, nato Malcolm Little, noto anche con il nome islamico El-Hajj Malik El-Shabazz, e diversi soprannomi come Detroit Red e Omowale (Omaha, 19 maggio 1925 – New York, 21 febbraio 1965), è stato un attivista e politico statunitense, leader nella lotta degli afroamericani per i diritti umani.
Fu uno dei più grandi e discussi leader afroamericani del XX secolo. Una complessa evoluzione filosofica lo condusse alla conversione all'Islam sunnita che egli riteneva capace di abbattere ogni barriera etnica e razziale sotto ogni forma di discriminazione.

## Biografia
Nacque a Omaha, in Nebraska, figlio di Earl Little (Reynolds, 29 luglio 1890 - Lansing, 28 settembre 1931) e Louise Norton Little. Suo padre, predicatore battista e sostenitore di Marcus Garvey, morì nel 1931, ufficialmente per essere stato investito da un tram; tuttavia, nella sua autobiografia, Malcolm sostenne che il padre era stato assassinato dallo stesso gruppo di sostenitori della "supremazia bianca", denominato Black Legion (Legione Nera), che aveva perseguitato la famiglia costringendola a trasferirsi più volte e al quale si attribuiva l'incendio che aveva distrutto la loro casa due anni prima. La madre di Malcolm X era nata nel Grenada. A causa delle persecuzioni e delle controversie sulle reali cause della morte del marito, Louise soffrì in seguito di gravi e ripetuti crolli emotivi. Alcuni anni dopo la morte di Earl fu dichiarata insana di mente e rinchiusa in un istituto psichiatrico. I figli furono separati tra famiglie affidatarie diverse e orfanotrofi.
Malcolm X terminò la scuola ottenendo i migliori risultati della sua classe ma, stando a quanto scritto nella sua autobiografia, abbandonò gli studi quando il suo insegnante preferito gli disse senza mezzi termini che diventare un avvocato di fama non era "un obiettivo realistico per un negro". Una volta lasciata la scuola Malcolm ebbe i primi problemi con la legge che lo portarono in un centro di detenzione, da cui uscì per trasferirsi per qualche tempo a Boston, presso la sorella maggiore Ella Little Collins.
In seguito trovò lavoro come lustrascarpe presso un night club; nella sua autobiografia avrebbe ricordato di avere lustrato le scarpe a Duke Ellington e altri grandi musicisti neri. Inoltre trovò anche lavoro come cameriere su un treno. Trasferitosi poi nel quartiere di Harlem, a New York, si diede a una serie di attività illegali, fra cui spaccio di droga, gioco d'azzardo, sfruttamento della prostituzione, estorsione e rapina. Quando fu esaminato per la leva durante la seconda guerra mondiale, i medici lo trovarono psichicamente non adatto; in seguito, Malcolm X sostenne di avere finto una patologia mentale per evitare le armi.

### Il carcere
Il 12 gennaio 1946, all'età di venti anni, Malcolm fu arrestato e condannato a dieci anni di reclusione con l'accusa di violazione di domicilio, possesso illegale di armi da fuoco e furto. Alla Charlestown State Prison si guadagnò il soprannome di Satana per il suo continuo imprecare urlando al cielo, specialmente contro Dio e la Bibbia.
Nel 1948, mentre era in carcere, Malcolm ricevette una lettera dal fratello Reginald che gli chiedeva di unirsi alla Nation of Islam (NOI). La NOI si autodefiniva una "setta islamica militante". La sua tesi centrale era che la maggior parte degli schiavi africani erano musulmani prima di venire catturati e che quindi i neri avrebbero dovuto riconvertirsi all'Islam. La NOI era inoltre un gruppo "nazionalista nero", ossia auspicava la creazione di una nazione nera separata all'interno degli Stati Uniti.
Malcolm fu affascinato dagli insegnamenti del capofila della NOI, Elijah Muhammad. Con l'aiuto della sorella, riuscì a ottenere il trasferimento in una colonia penale a Norfolk dove aveva maggiore libertà; divenne un avido lettore e cercò nella storia e nella filosofia argomenti a favore delle teorie della NOI. Per arricchire la propria cultura e migliorare la propria grafia arrivò a trascrivere a mano un intero dizionario; quindi iniziò a corrispondere con Elijah Muhammad quotidianamente. Alla fine Malcolm X fu scarcerato per buona condotta e sottoposto a libertà vigilata, il 7 agosto 1952, prima dello scadere della sua condanna.

### Il nome
Nel 1950 l'FBI aprì un fascicolo su di lui dopo che aveva scritto una lettera al presidente Harry S. Truman, esprimendo le sue posizioni contro la guerra di Corea e dichiarandosi comunista. Fu nel medesimo anno che Little iniziò a firmarsi "Malcolm X". Storicamente, agli schiavi neri negli Stati Uniti d'America veniva assegnato il cognome dei loro padroni. Sebbene non fosse figlio di schiavi, l'origine del suo cognome di nascita era riconducibile ai padroni presso cui avevano servito un tempo i suoi antenati. La scelta di "X" come cognome volle dunque rappresentare il rifiuto di accettare questo legame anagrafico con i padroni di un tempo. Inoltre, come dichiarato dallo stesso Malcolm, la "X", che in matematica rappresenta l'incognita, era atta a indicare la mancata conoscenza del proprio vero nome e delle proprie origini e più in generale delle origini degli afro-americani portati via dalle loro terre natali.

### L'Islam e La Mecca

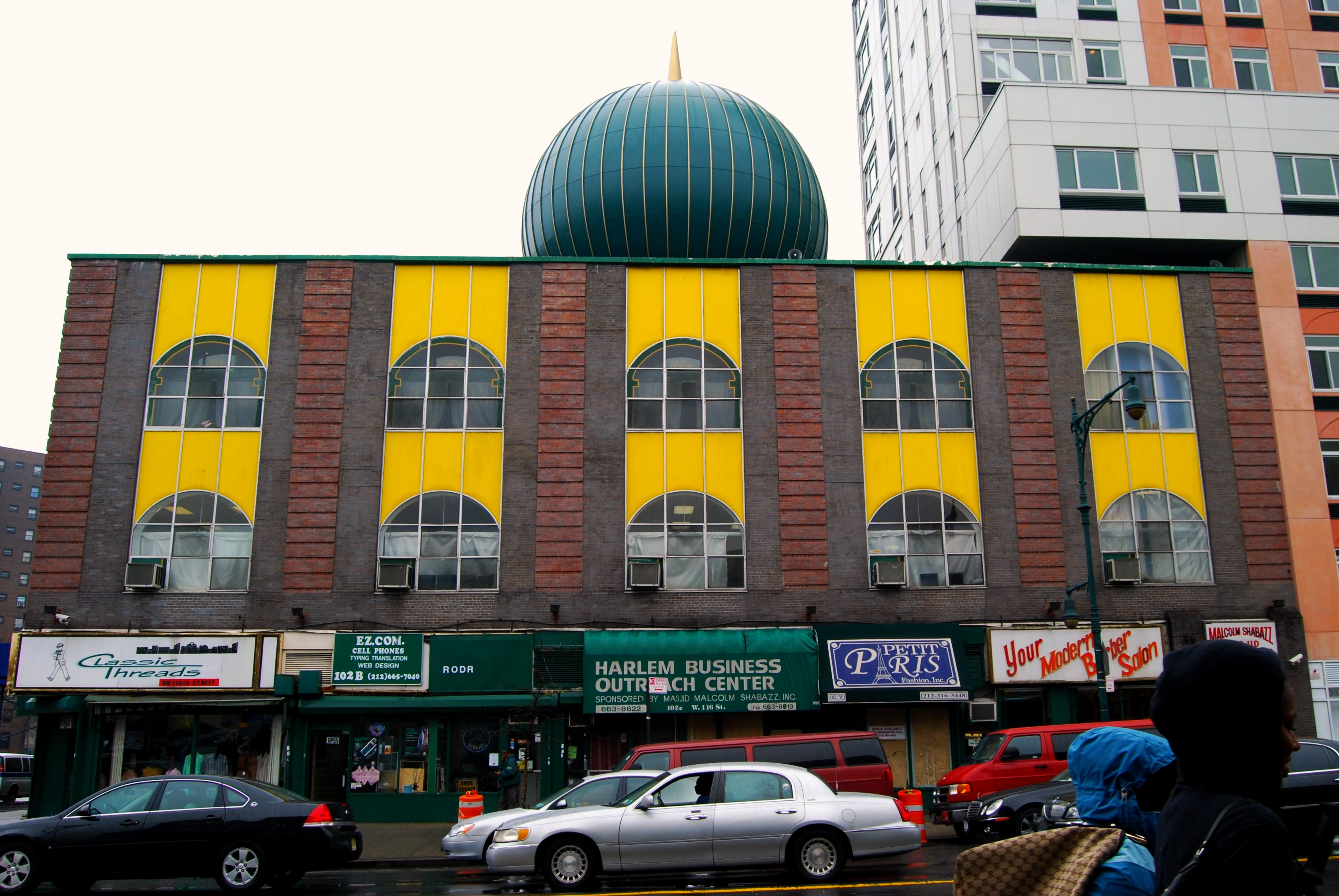
Moschea Malcolm Shabazz, West 116th Street a Harlem, New York City, nota come Moschea No.7

Uscito di prigione, Malcolm X conobbe Elijah Muhammad a Chicago. Nel marzo del 1953 la CIA iniziò a spiare le azioni di Malcolm: secondo alcuni informatori, infatti, Malcolm X si definiva "comunista" e, come tale, andava assiduamente controllato. Nell'archivio della CIA comparivano anche due lettere firmate da Malcolm X con lo pseudonimo "Malachi Shabazz"; il cognome "Shabazz", secondo Elijah Muhammad, si riferiva alla discendenza di un'antica "nazione asiatica nera". Nel maggio dello stesso anno, la CIA concluse che Malcolm X aveva una "personalità asociale con tendenze paranoiche (schizofrenia paranoide pre-psicotica)".
Nello stesso anno Malcolm X si trasferì definitivamente presso Elijah Muhammad a Chicago, per tornare poi a Boston con il ruolo di "Ministro del Tempio Numero 2 della Nazione dell'Islam". Nei tempi successivi aprì numerosi altri templi, diventando ministro di molti di essi. La sua predicazione portò moltissimi proseliti alla NOI; tra i più celebri si ricorda Cassius Clay, che proprio aderendo alla NOI decise di cambiare il proprio nome in Muhammad Ali. Ben presto Malcolm X divenne il numero due del movimento e il braccio destro di Elijah Muhammad. Fra il 1952 e il 1963, certamente anche grazie al grande carisma di Malcolm, la NOI aumentò il numero di iscritti da cinquecento a trentamila.
Nel 1958 Malcolm X sposò Betty Dean Sanders (Betty Shabazz, o Betty X) a Lansing, nel Michigan. Ebbero sei figlie, che presero in seguito il nome "Shabazz": Atallah nel 1958, Qubilah nel 1960, Ilyasah nel 1962, Gamilah Lumumba nel 1964 e le gemelle Malaak e Malikah, nate dopo la morte di Malcolm, nel 1965.
Mentre lavorava per la NOI Malcolm X giunse a conoscenza delle numerose relazioni amorose di Elijah Muhammad. Lo stesso Elijah si difese sostenendo che, come "inviato di Dio", aveva il diritto di avere più mogli; tuttavia, egli non era sposato con nessuna delle giovani segretarie con le quali intratteneva rapporti e da ciascuna delle quali ebbe figli. Malcolm non volle mettere a tacere la cosa, mostrandosi polemico e apertamente contrariato, ma non abbandonò il movimento.
Nell'estate del 1963 Malcolm X constatò che Elijah e molti altri Ministri di alto livello della NOI erano gelosi della sua popolarità. Progressivamente in conflitto con l'organizzazione, espresse la propria critica circa la marcia su Washington, ribattezzandola la "buffonata di Washington" e dicendo che non trovava nulla di eccitante in una dimostrazione "fatta da bianchi davanti alla statua di un presidente morto da cento anni e al quale, quando era vivo, noi non piacevamo".
Nello stesso anno, in occasione dell'assassinio di John F. Kennedy alla fine di novembre, Malcolm X commentò piuttosto freddamente che la violenza che i Kennedy non erano riusciti a fermare gli si era "ritorta contro", aggiungendo che questo genere di cose non lo intristiva, ma lo rendeva felice. Queste dichiarazioni causarono un enorme scalpore e alla fine la NOI rinnegò le parole di Malcolm, vietandogli di parlare in pubblico per novanta giorni. Molte di queste posizioni, che dividevano il movimento per i diritti dei neri, lo allontanarono ancora di più dall'altro grande capofila afroamericano, già da lui in passato duramente contestato, Martin Luther King, sostenitore della nonviolenza e avvicinatosi inoltre a Kennedy.
Nella primavera del 1963 iniziò a collaborare con Alex Haley alla scrittura del libro Autobiografia di Malcolm X. L'8 marzo 1964 dichiarò pubblicamente la sua separazione dalla NOI e il 12 marzo annunciò la creazione di un nuovo movimento chiamato Muslim Mosque, Inc. La principale differenza ideologica fra il movimento creato da Malcolm X e la NOI è l'abbandono del presupposto religioso come elemento di coesione per il popolo nero, posizione che aveva già espresso nel discorso ai quadri di base del novembre 1963. Nel frattempo, tuttavia, Malcolm X si convertì all'islamismo ortodosso.
Il 3 aprile 1964, a Cleveland, Malcolm X tenne il suo celebre discorso The Ballot or the Bullet ("Il voto o la pallottola"), nel quale incoraggiava gli afroamericani a far valere il proprio diritto di voto come strumento di cambiamento politico. Il discorso, segnò una svolta nella sua retorica, con un linguaggio più orientato all'azione politica e all’unità oltre le divisioni religiose. Pur ribadendo il diritto all'autodifesa, Malcolm X enfatizzava l'importanza di agire con determinazione all'interno del sistema democratico.
Il 15 aprile 1964 lasciò gli Stati Uniti d'America per recarsi in viaggio prima in Egitto e poi a Gedda, in Arabia Saudita. Non essendo in grado di parlare arabo, e avendo un passaporto statunitense, ebbe qualche difficoltà a entrare nel paese; tuttavia, grazie all'intervento della stessa famiglia reale saudita, riuscì alla fine a completare il suo pellegrinaggio. Durante questa esperienza religiosa arrivò per la prima volta a concepire l'Islam come una religione capace di abbattere qualsiasi barriera etnica.
Alla fine di maggio Malcolm X tornò negli Stati Uniti come sunnita, con il nuovo nome El-Hajj Malik El-Shabazz. Durante un importante discorso indirizzato all'intera nazione, proclamò:
Insieme ad A. Peter Bailey e ad altri fondò il distaccamento statunitense della Organizzazione per l'Unità Afro-americana o OAAU. Ispirandosi alla Organizzazione per l'Unità Africana (OAU), la OAAU decise di adottare una linea aconfessionale nella difesa dei diritti umani.

### La morte
Il 14 febbraio 1965 Malcolm e la sua famiglia sopravvissero a un attentato dinamitardo contro la loro abitazione. Esattamente una settimana dopo, il 21 febbraio, Malcolm fu assassinato durante un discorso pubblico a Harlem, all'età di 39 anni, con sette colpi di arma da fuoco. Al funerale di Malcolm X, celebrato il 27 febbraio 1965 a Harlem, parteciparono oltre un milione e mezzo di persone. Il suo corpo fu sepolto nel cimitero di Ferncliff, a Hartsdale, New York.

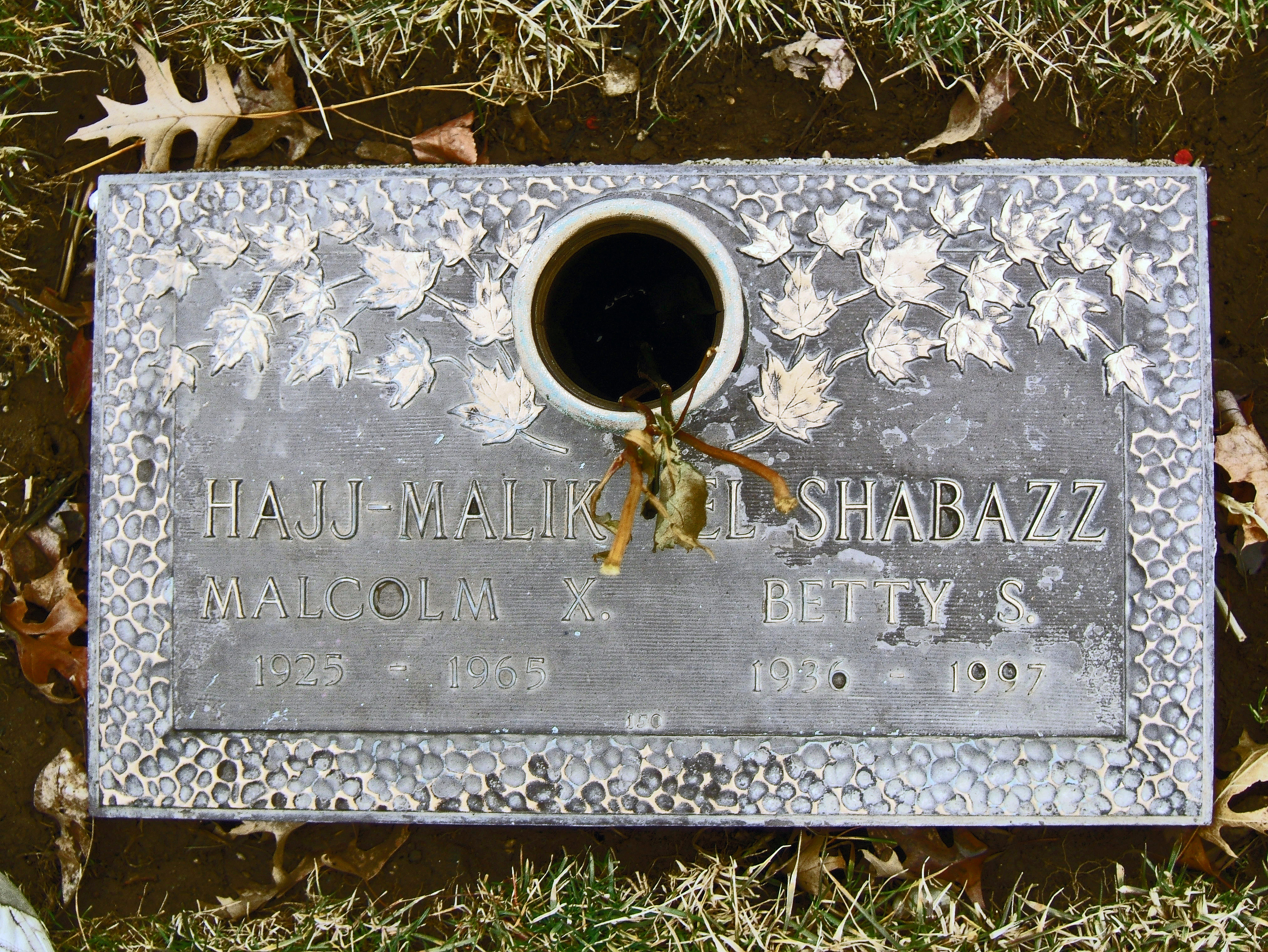
Tomba di Malcolm X (El-Hajj Malik El-Shabazz) e di sua moglie Betty al cimitero di Ferncliff a Hartsdale, New York

In seguito alle indagini sull'attentato tre membri della Nation of Islam (NOI) furono arrestati per il suo assassinio: Talmadge Hayer, Norman 3X Butler e Thomas 15X Johnson. Benché tutti e tre fossero stati condannati per omicidio nel marzo del 1966, il solo Hayer confessò le proprie responsabilità; solo in seguito vennero fatti altri nomi sui mandanti, tutti appartenenti alla Nation of Islam. Talmadge Hayer, conosciuto anche come Thomas Hagan, ha ottenuto la libertà condizionale e il 27 aprile 2010 è stato scarcerato. Norman 3X Butler e Thomas 15X Johnson noti rispettivamente come Muhammad Abdul Aziz e Khalil Islam sono stati scagionati nel novembre 2021 dopo mezzo secolo di condanna e la morte di Khalil Islam nel 2009.
È probabile che Malcolm X temesse da tempo per la propria vita. Nel 1964 la rivista Life aveva pubblicato una famosa fotografia di Malcolm all'interno della sua abitazione, mentre spiava da dietro la finestra imbracciando una carabina; la didascalia recitava "con ogni mezzo necessario" (un'espressione che usava spesso nei suoi discorsi), con chiaro riferimento alle minacce di morte rivolte al leader e al suo commento per cui "si sarebbe difeso" con un'arma.

## Riferimenti in altri media

### Cinema
- Malcolm X, regia di Arnold Perl (1972) - documentario
- Malcolm X, regia di Spike Lee (1992)
- Seven Song for Malcolm X, regia di John Akomfrah (1993) - documentario

### Televisione
- The Godfather of Harlem, serie TV Amazon (2019)
- Chi ha ucciso Malcom X?, serie TV Netflix (2020)

### Musica
- Malcolm X (1964), canzone del gruppo ska The Skatalites, cover dello standard soul-jazz Sidewinder di Lee Morgan[14].
- Viene citato nelle canzoni Blasphemy, Ghetto Gospel e White Man'z World (che si conclude con un suo discorso) del rapper Tupac Shakur, HiiiPower del rapper Kendrick Lamar, 10 2 10 - Remix del rapper Big Sean, Fratelli di Soledad dell'omonimo gruppo dall'album Barzellette e massacri, Penso positivo di Jovanotti, Il mio nome e Il mio ricordo di Luchè.
- X (Suite For Malcolm) del Francesco Bearzatti Tinissima Quartet, disco pluripremiato dalla rivista specializzata Jazzit.
- Malcom X (1991), canzone del rapper Lou X.
- Malcom X.X.X. (2018), canzone del rapper statunitense Kodak Black
- Malcolm X (2021), canzone dei rapper statunitensi Hotboii e Pooh Shiesty.
- Viene citato nelle canzoni Wake Up e Renegade of Funk della band Rage Against the Machine.
- Colloquio con Malcolm X "azione musicale" di Giorgio Gaslini, edita dalla PDU nel 1974. Si tratta di una lunga suite jazzistica, divisa tra le due facciate, con voci recitanti e solisti lirici, scritta e diretta dall'autore.
- All'inizio della canzone Cult of Personality dei Living Colour viene messa come introduzione la frase di Malcolm X "And during the few moments that we have left, we want to talk, right down to earth, in a language that everybody here can easily understand".
- Viene citato nella canzone Powerful di Jussie Smollett e Alicia Keys nella serie TV Empire.
- Viene citato nella canzone Forever nella strofa del rapper Drake e dal rapper Logic nella canzone Mixed Feelings del suo mixtape Young Sinatra.
- Viene citato nella canzone Don't Hurt Yourself dell'album Lemonade (2016) della popstar afroamericana Beyoncé.
- Viene citato nella canzone Zio Tom nell'omonimo LP di Fabio Concato, pubblicato dall'etichetta discografica Philips Records nel 1979.
- Viene citato nella canzone Ballin dell'album Luv Is Rage (2015) del rapper statunitense Lil Uzi Vert.
- Viene citato nella canzone Il mio ricordo dell'album Malammore di Luchè.
- Viene citato nella canzone PTSD di Pop Smoke
- La terza traccia dell'album uscito nel 1965 Fire Music, del sassofonista Archie Shepp, che recita intitolata Malcolm, Malcolm - Semper Malcolm, è dedicata a Malcolm X.